# Kovácsy Tibor
Kovácsy Tibor (Dombóvár, 1951. február 18.? – Budapest?, 2015?. június 11.?) újságíró, rádiós műsorvezető, szerkesztő és színész, a magyar közélet kiváló alakja.

## Életútja
Alapiskoláit Dombóváron végezte, a dombóvári gimnáziumban érettségizett. Az 1980-as években Münchenben élt. Végleg visszaköltözött Magyarországra az 1990-es évek elején.

## Írásai
- Magyar Narancs[1]
- Beszélő[2]

## Filmszerepei
- Amerika, London, Párizs - 1992
- Cukorkékség - 1999
- Faragatlan Fikció - 2000
- A kis utazás - 2000
- Feri és az édes élet - 2001
- Aranyváros - 2002
- Szalontüdő - 2006
- Márk evangéliuma - 2007

## Társasági tagságai
- Szabad Európa Rádió
- Tilos Rádió
- Magyar Narancs
- Beszélő

## További információ
- Tibor Kovácsy (1951–2015) az Internet Movie Database oldalon (angolul)
- Librarius -> Elhunyt Kovácsy Tibor
- Kovácsy Tibor: India válságos éve